# Лебяжье (Краснотуранский район)
Лебяжье — село в Краснотуранском районе Красноярского края. Административный центр и единственный населённый пункт Лебяженского сельсовета.

## География
Деревня находится в юго-западной части края, в пределах Минусинской котловины, на восточном берегу Красноярского водохранилища, на расстоянии приблизительно 12 километров (по прямой) к югу от села Краснотуранск, административного центра района. Абсолютная высота — 255 метров над уровнем моря.
Климат
Климат характеризуется как резко континентальный, с продолжительной морозной зимой и жарким летом. Среднегодовая температура воздуха составляет −1,6°С. Средняя температура воздуха самого тёплого месяца (июля) составляет 18,9 °C (абсолютный максимум — 34 °C); самого холодного (января) — −23,2 °C (абсолютный минимум — −54 °C). Среднегодовое количество атмосферных осадков составляет 389 мм, из которых 82 % выпадает в тёплый период.

## Население
| 2010 | 2012  | 2013  | 2014  | 2015  | 2016  | 2017  |
| ---- | ----- | ----- | ----- | ----- | ----- | ----- |
| 1311 | ↘1292 | ↘1288 | ↘1243 | ↘1231 | ↘1191 | ↗1203 |

Половой состав
По данным Всероссийской переписи населения 2010 года в гендерной структуре населения мужчины составляли 49 %, женщины — соответственно 51 %.
Национальный состав
Согласно результатам переписи 2002 года, в национальной структуре населения русские составляли 92 % из 1367 чел.